# Melana Săvinești
Melana Săvinești a fost o companie producătoare de fibră PNA, tip melană, din România.
A fost creată în anul 1991, ca urmare a divizării Combinatului de Fibre Sintetice Săvinești, unicul producător de fibră acrilică ecologică, care a asigurat, câțiva ani, materia primă pentru întreaga industrie textilă din România și pentru o serie de parteneri externi.
În anul 1999, compania a intrat în incapacitate de plată și a fost închisă, având la acel moment peste 1.200 de angajați.
Compania în cauză avea în componență mai multe fabrici (.Melana" II, III, IV și V).
În august 2002, trei dintre aceste fabrici, Melana II, III și V, au fost vândute de AVAB către societățille Remat Călărași, "Seinko" Târgu Mureș și "Metal Invest" București la prețul de 500.000 dolari, deși conform unei evaluări, prețul celor trei fabrici era de 8,3 milioane de dolari.
Melana IV s-a desprins tot în 2002 ca unitate independentă din cadrul Melana Săvinești.
Un an mai târziu, fabrica a fost inclusă pe lista societăților scoase la vânzare, modalitățile de privatizare vizate fiind transferul pachetului de acțiuni deținut de stat sau combinația între majorarea capitalului și cedarea de acțiuni.
În septembrie 2007, Melana IV se afla în lichidare
Număr de angajați în 2004: 24